# Приз Миллениума
Приз Миллениума (англ. Millennium Trophy, ирл. Corn an Mhílaoise) — регбийный кубок, вручаемый победителю матча сборных Ирландии и Англии. Впервые разыгран в 1988 году по случаю 1000-летия Дублина. Со следующего года присуждается за победу в матче Кубка шести наций между этими сборными. Трофей представляет собой шлем викинга с рогами. Англия выигрывала приз 20 раз, а Ирландия — 16 раз (после матча 2023 года).

## Победители
| - 1988: Англия - 1989: Англия - 1990: Англия - 1991: Англия - 1992: Англия - 1993: Ирландия - 1994: Ирландия - 1995: Англия | - 1996: Англия - 1997: Англия - 1998: Англия - 1999: Англия - 2000: Англия - 2001: Ирландия - 2002: Англия - 2003: Англия | - 2004: Ирландия - 2005: Ирландия - 2006: Ирландия - 2007: Ирландия - 2008: Англия - 2009: Ирландия - 2010: Ирландия - 2011: Ирландия | - 2012: Англия - 2013: Англия - 2014: Англия - 2015: Ирландия - 2016: Англия - 2017: Ирландия - 2018: Ирландия - 2019: Англия | - 2020: Англия - 2021: Ирландия - 2022: Ирландия - 2023: Ирландия |